# Тирлич семинадрізаний
Тирлич семинадрізаний (Gentiana septemfida) — вид квіткових рослин з родини тирличевих (Gentianaceae).

## Біоморфологічна характеристика
Це багаторічна рослина. Трав'яниста рослина лежача чи висхідна; стебла численні, 5–30 см, з 10–16 міжвузлями, прості і з 1–5 квітками в пазухах верхніх листків. Листки дуже мінливі; внизу лускоподібні, потім ± яйцеподібні, зверху поступово звужуються до ланцетних або лінійних; інколи ширші на всьому протязі, із серцеподібними основами. Квітки 5–6-членні. Чашечка 12–24 мм. Віночок від темно-синього до синьо-пурпурного, 30–40 мм, розділений до ≈ 1/6; частки трикутні, гострі або субгострі.

## Поширення
Іран, Ірак, Північний Кавказ, Вірменія, Туреччина, Україна — Крим.
В Україні вид росте в Криму.